# Eva de Braose
Eva de Braose (m. julio de 1255) fue una de las cuatro coherederas de William de Braose. Fue la esposa de William III de Cantilupe, quien, gracias a este matrimonio, adquirió importantes tierras ubicadas tanto en Inglaterra como en Gales.

## Familia
Eva de Braose fue una de las cuatro hijas de William de Braose y Eva Marshal, y sus hermanas fueron Isabella, Maud y Eleanor. William fue el último de los señores de Braose asentados en las Marcas Galesas que poseyó vastas tierras en Gales, Herefordshire, Sussex y Devon; mientras que Eva Marshal era hija de William Marshal, I conde de Pembroke. En 1230, William fue ejecutado por orden del príncipe Llywelyn, y las cuatro hermanas, de corta edad, pasaron a ser coherederas de valiosos bienes. Todos los hijos de su abuelo materno, William Marshal, murieron sin herederos, y en 1247 cada una de las hermanas de Braose heredó una parte de la herencia de su madre de las propiedades de los Marshal.

## Matrimonio y herencia
Como Eva era menor de edad cuando falleció su padre, su tutela le fue otorgada a William II de Cantilupe, el administrador del rey, en 1238. Ya en 1241, Eva se había casado con William III de Cantilupe, el hijo del anterior. Con este matrimonio, William III se convirtió en señor de Abergavenny, un importante señorío de las Marcas Galesas.
Gracias a la herencia Marshal de la madre de Eva, la pareja recibiría más tierras ubicadas al suroeste de Inglaterra y en Gales. Asimismo, pasaron a estar en su poder la baronía de Totnes (Devon), perteneciente a los de Braose, y las baronías de Eaton Bray (Bedfordshire) y Bulwick (Northamptonshire), de los Cantilupe.
Eva de Braose y William III de Cantilupe tuvieron tres hijos:
- George de Cantilupe (1251–1273).[4]
- Joan de Cantilupe (m. 1271), que se casó con Henry de Hastings (1235–1269).[5]
- Millicent de Cantilupe (m. 1299), que se casó con (1) John de Montalt y con (2) Eudo de la Zouche (m. 1279).[3]

William falleció en septiembre de 1254, y Eva en julio del año siguiente.
Tras la muerte de sus padres, George se hizo con la posesión de todas sus propiedades. Falleció sin descendencia en 1273, por lo que las tierras se dividieron entre sus dos hermanas. La baronía de Abergavenny recayó en la familia Hastings a través de Joan, mientras que Totnes y las propiedades de Cantilupe pasaron a manos de los herederos de Millicent, los de la Zouche.